# پردازنده (رایانش)

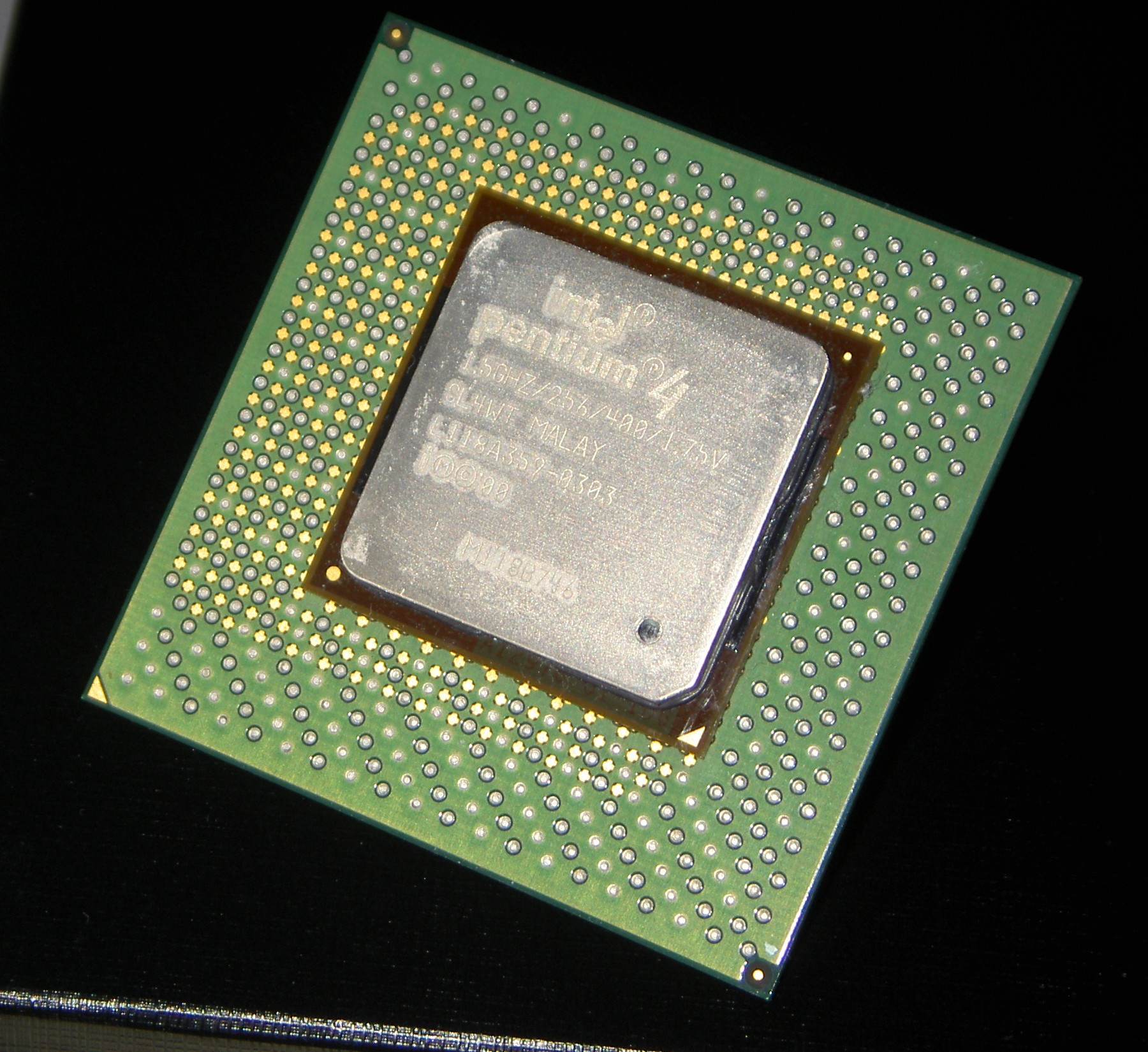
تصویری از یک پردازنده (مغز یک رایانه)

پردازنده یا واحد پردازش (به انگلیسی: processor) در رایانش، یک مدار دیجیتال است که عملیات را روی برخی از منابع داده خارجی، معمولاً حافظه یا جریان داده دیگر انجام می‌دهد. که به‌طور معمول به شکل یک ریزپردازنده در می‌آید که می‌تواند بر روی یک تراشه مدار مجتمع نیمه رسانای اکسید-فلز پیاده‌سازی شود.
این اصطلاح اغلب برای اشاره به واحد پردازش مرکزی در یک سیستم استفاده می‌شود. با این حال، می‌تواند به کمک پردازنده‌های دیگر نیز اشاره کند.

## مثال‌ها
- واحد پردازش مرکزی (CPU)
  - اگر مطابق با معماری von Neumann طراحی شود، حداقل شامل یک واحد کنترل (CU)، واحد محاسبه و منطق (ALU) و ثبات (رجیسترهای پردازنده) است.
- واحد پردازش گرافیک (GPU)
- تراشه‌های صدا و کارت‌های صدا
- واحد پردازش بینایی (VPU)
- واحد پردازش تنسور (TPU)
- واحد پردازش عصبی (NPU)
- واحد پردازش فیزیک (PPU)
- پردازنده سیگنال دیجیتال (DSP)
- پردازشگر سیگنال تصویر (ISP)
- عنصر یا واحد پردازش هم افزا (SPE یا SPU) در سل (ریز پردازنده)
- مدار مجتمع دیجیتال برنامه‌پذیر (FPGA)